# María Dolores García Broch
María Dolores García Broch (Valencia, 12 de julio de 1938)es una política, maestra y empresaria valenciana.
Fue cofundadora del partido blaver Unión Valenciana (UV) junto a Miguel Ramón Izquierdo y Vicente González Lizondo en 1982, partido este por el que fue concejala en el ayuntamiento de Valencia de 1986 a 1995. 
Ejerció como segunda teniente de alcalde y responsable de la concejalía de educación, cultura y política lingüística en el primer gobierno de coalición de la alcaldesa Rita Barberà (PP) y González Lizondo (UV), desde 1991 hasta que 1995, año en que abandonó el gobierno municipal y la formación a la que pertenecía debido a las múltiples desavenencias que había mantenido con su jefe de partido.

## Biografía
Nació en Valencia en 1938, en una época en que la ciudad estaba siendo duramente bombardeada. Su familia materna procedía de la Horta de Vera. Su padre fue llamado a filas del ejército republicano mientras cursaba la carrera de Medicina, llegando a ser Comandante del Estado Mayor, por lo cual fue apresado y conducido al campo de concentración dels Ametllers, siendo conducido después al campo de trabajo situado en el Monasterio de San Miguel de los Reyes en Valencia.
Su infancia transcurrió en el barrio de Ruzafa, donde experimentó las duras condiciones de vida de la posguerra, la persecución del idioma valenciano por las autoridades franquistas y la marginación social e institucional de la cual las familias republicanas y de izquierda como la suya fueron víctimas. Asistió al mismo colegio que el dramaturgo Antoni Ruiz Negre,y a una temprana edad conoció al filólogo e historiador Manuel Sanchis Guarner.
Posteriormente estudiaría Ciencias de la Educación, obteniendo la licenciatura y ejerciendo como maestra de Enseñanza Primaria. También fundaría un centro privado de enseñanza ubicado en el barrio de Gran Via.

## Carrera política
Figuró en el segundo puesto de la lista de Unió Valenciana para las elecciones municipales de 1987, obteniendo el puesto de concejal en el Ayuntamiento de Valencia tras obtener dicha formación el segundo mayor número de votos, quedando por detrás del PSOE liderado por Ricard Pérez Casado, pero imponiéndose a la lista de la Federación de partidos de Alianza Popular (FAP), encabezada por el médico Martín Quirós Palau.

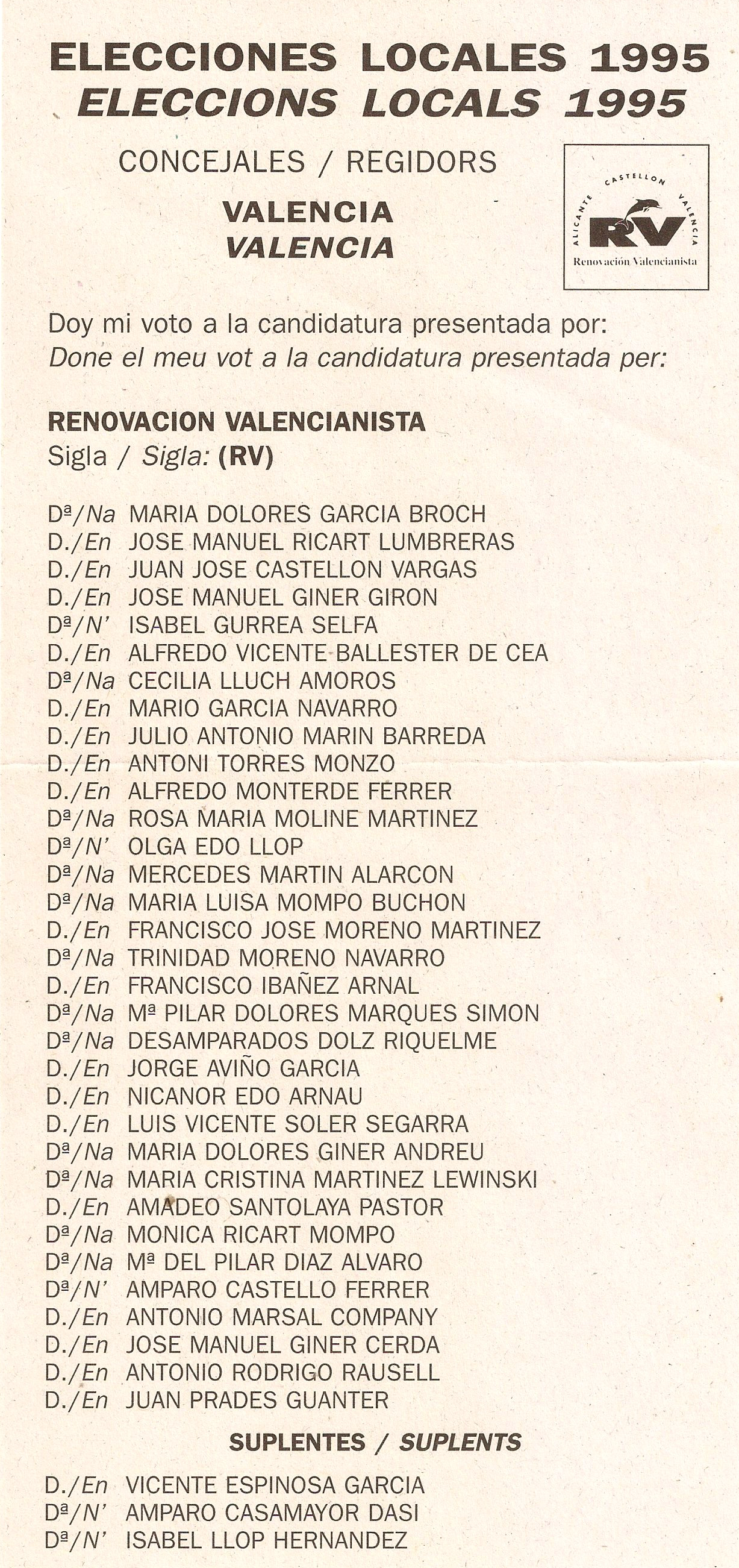
Papeleta de Renovación Valencianista para la elección municipal de 1995, con García Broch en la primera posición de la lista.

Tras las elecciones municipales de 1991, Rita Barberá del Partido Popular alcanzó la alcaldía al sellar un pacto con Unió Valenciana, que mejoraría sus resultados respecto de 1987 (aunque siendo esta vez relevada a la tercera posición). En virtud del acuerdo entre ambas fuerzas, García Broch se desempeñó como Teniente de Alcalde y delegada de Acción Cultural y Patrimonio Histórico,puesto este desde donde promovería la inserción publicitaria de entidades culturales valencianistas de orientación blavera,así como el secesionismo lingüístico respecto del catalán.
En su intento de demostrar la supuesta falsedad del penó de la conquesta custodiado en la casa consistorial de la ciudad, pretendió someter al mismo a una prueba de datación mediante carbono-14, si bien el teniente de alcalde y figura de mayor visibilidad de Unió Valenciana, Vicente González Lizondo, le prohibiría llevarla a cabo. Con posterioridad, García Broch señalaría que González Lizondo le habría instado a desistir de su intento de realizar dicha prueba porque este habría «pactado con catalanistas». Durante su gestión también inauguró el monumento a los maulets en la Avenida del Reino de Valencia y trató —aunque sin éxito— de hallar los restos de Luis de Santángel.
El 7 de octubre de 1994 abandonó Unión Valenciana, tras haberse manifestado su desacuerdo con la dirección del partido y haber sido criticada por su gestión al frente del área de cultura del Ayuntamiento. Después de su salida de esta formación, creó el partido Renovación Valencianista (inscrito el 16 de diciembre de 1994), que se definía como «nacionalista, autonomista, democrático, progresista, valencianista e integrador de clases sociales». Este partido únicamente participaría en las elecciones locales de 1995, obteniendo tan solo un 0,25% de los votos en la ciudad de Valencia, donde García Broch ocupaba la primera posición en la lista. El partido posteriormente se integraría en Coalición Valenciana.